# Ketmia bagienna
Ketmia bagienna (Hibiscus moscheutos) – gatunek byliny z rodziny ślazowatych. Występuje w naturze w Ameryce Północnej – od wschodniej Kanady, poprzez rozległe obszary Stanów Zjednoczonych (bez północno-zachodniej ich części), po północny Meksyk. Introdukowany i zdziczały rośnie we wschodniej Azji i południowej Europie. 
Gatunek jest szeroko rozpowszechniony i powszechnie uprawiany jako roślina ozdobna, także w Polsce.

## Morfologia
PokrójRoślina zielna osiągająca do 2,5 metra wysokości, o pędzie prosto wzniesionym, nagim lub w różnym stopniu owłosionym (włoski gwiazdkowate).
LiścieSkrętoległe, ogonkowe (ogonki do 10 cm długości), wsparte szydłowatymi przylistkami do 4 mm długości. Blaszka naga do owłosionej, wąskojajowata do szerokojajowatej i okrągłej w zarysie, z trzema klapami lub bez wcięć, całobrzega, do 20 cm długości i 13 cm szerokości.
KwiatyOkazałe, wyrastają pojedynczo w kątach liści na szypułce długości od kilku do kilkunastu cm, rzadko owłosionej gwiazdkowato, w górze członowanej. Kwiaty wsparte są kilkunastoma listkami okrywy, równowąsko-lancetowatymi, osiągającymi od 0,5 do 2,5 cm długości. Kielich ma kształt dzwonkowaty, osiąga do 4 cm długości (wydłuża się bardziej w czasie owocowania), jest porozcinany do ok. połowy długości. Płatki korony są białe lub różowe, u nasady często czerwono zabarwione, wąsko lub szerokojajowate, o długości od kilku do 12 cm. Pręciki są liczne, z nitkami zrośniętymi w białą lub kremową rurkę o długości do 5 cm, od której oddzielają się pylniki osadzone na krótkich (od 2 do 8 mm długości), wolnych końcach nitek. Szyjki słupka białe, o długości do 4 cm.
OwoceTorebki jajowate do kulistych, o długości 1,5–3 cm, ciemnobrązowe. Zawierają nerkowatego kształtu nasiona o średnicy 2–3 mm.

## Uprawa
Roślina wymaga przepuszczalnej i żyznej ziemi, oraz słonecznego stanowiska. Ketmia powinna być regularnie nawożona, najpierw wczesną wiosną i po raz drugi w czasie powstawania pąków. By bylina przezimowała w gruncie, należy ją wcześniej okryć warstwą ściółki i przyciąć pędy do wysokości kilku centymetrów nad ziemią.